# مصطفی ناصری
مصطفی ناصری (۱۳۳۰ زنجان) نماینده معمم سه دوره مردم زنجان در مجالس اول، دوم، چهارم بود.
| دوره نمایندگی | تعداد رای | درصد آراء |
| ------------- | --------- | --------- |
| اول           | ۸۳۳۹۶     | ۶۳٫۸      |
| دوم           | ---       | --        |
| چهارم         | ۹۷٬۱۴۱    | ۴۳٫۸      |

## سایر مسوولیت‌ها
مصطفی ناصری در انتخابات میاندوره ای سال ۱۳۶۱ به نمایندگی زنجان انتخاب شد. محمد شجاعی نماینده پیشین این شهرستان در اردیبهشت ۶۱ به دلیل ابتلا به بیماری دیسک کمر استعفا داده بود. پس از اتمام نمایندگی دوره چهارم در سمت هاییی مانند :معاونت حقوقی و امور مجلس سازمان مدیریت و برنامه‌ریزی، دبیری هیئت عالی نظارت بر امر رسیدگی به تخلفات اداری، مدیرکل حقوقی سازمان مدیریت و برنامه‌ریزی کشور، نماینده هیئت عالی گزینش در هیئت مرکزی وزارت آموزش و پرورش و رایزن فرهنگی جمهوری اسلامی ایران در کشور ترکمنستان فعالیت می‌کرده است.
او در حال حاضر معاونت حقوقی و امور مجلس وزارت آموزش و پرورش را برعهده دارد.